# Nils Myrberg
Nils Olof Myrberg, född 16 april 1907 i Stockholm, död 21 februari 1969 i Västanfors församling, Fagersta, Västmanland, var en svensk arkitekt. 
Nils Myrberg var son till stadsingenjören Olof Myrberg och Ester Larsson samt sonson till Otto Myrberg.
Efter studentexamen 1927 utexaminerades Myrberg från Kungliga Tekniska högskolan 1934 och från Kungliga Konsthögskolan 1937. Han anställdes vid arkitektfirman Wåhlin & Hjelm i Stockholm 1937, vid stadsarkitektkontoret i Uppsala 1938, vid länsarkitektkontoren i Östersund, Västerås och Stockholm 1938–46 och var stadsarkitekt i Fagersta stad från 1944. Han ritade bland annat Fagersta gymnasium. Han bedrev egen arkitektverksamhet från 1937 (bostadshus och allmänna byggnader).
Nils Myrberg var 1930–1935 gift med sångerskan Eva-Lisa Lennartsson (1910–1999). De fick två söner: Martin Myrberg (1931–2004), gift med Gunilla Myrberg, och Per Myrberg (1933–2023). År 1945 gifte han sedan om sig med Thora Simensen (1919–2009), med vilken han fick barnen Madelein (1943–1978), Ronald (1944–1983), Carolina (född 1960) och Urban Myrberg (född 1962).